# 莫特雷夫
莫特雷夫（法語：Motreff，法語發音：[mɔtʁɛf]）是法国菲尼斯泰尔省的一个市镇，属于沙托兰区。

## 地理
莫特雷夫（48°12'6"N, 3°33'19"W）面积21.59 平方千米，位于法国布列塔尼大區菲尼斯泰尔省，该省份为法国最西部的省份，位于布列塔尼半岛西部，北西南三面环大西洋，东临阿摩尔滨海省和莫尔比昂省。
与莫特雷夫接壤的市镇（或旧市镇、城区）包括：普莱万、特雷奥冈、卡赖普卢盖尔、圣埃尔南。

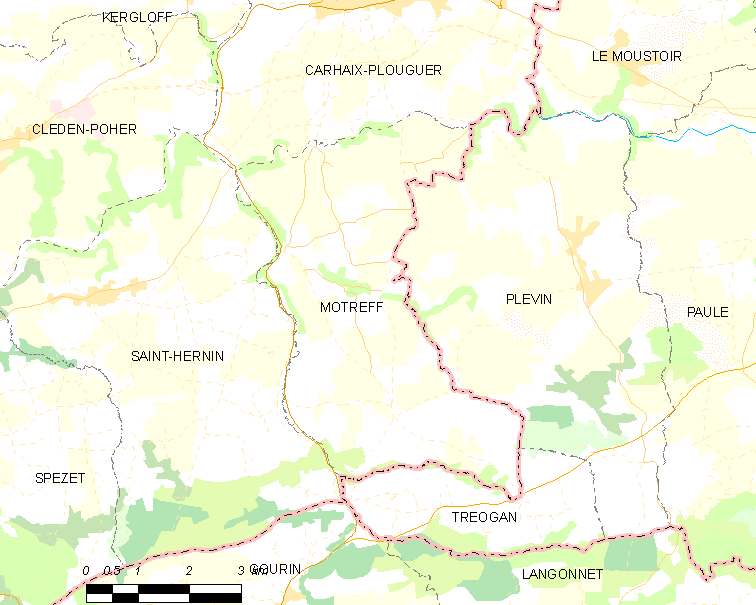
莫特雷夫的OSM定位图

莫特雷夫的时区为UTC+01:00、UTC+02:00（夏令时）。

## 行政
莫特雷夫的邮政编码为29270，INSEE市镇编码为29152。

## 政治
莫特雷夫所属的省级选区为卡赖普卢盖尔县。

## 人口

1962-2008年间莫特雷夫人口变化图示

莫特雷夫于2022年1月1日时的人口数量为679人。